# Partit de la Independència Estoniana
El Partit de la Independència Estoniana (en estonià Eesti Iseseisvuspartei, EIP) va ser un partit polític estonià fundat el 1999 com a successor del Partit del Futur Estonià.
El programa del partit promovia la filosofia "Estònia com un espai geopolític autàrquic" i un imperatiu geopolític associat a la neutralitat entre l'Est i l'Oest. El programa del partit afirmava que Estònia és extraordinàriament rica en recursos naturals (molts dels quals segueixen latents) i que està situada en un important espai geopolític. Per tant, també era contrari que Estònia pertanyi a la Unió Europea, a la qual acusava de neocolonitzar Estònia. El partit va recomanar rebutjar els suggeriments del Fons Monetari Internacional i donava suport al fet que Setomaa sigui part d'Estònia i no pas de Rússia.
Els que se li oposaven afirmaven que el partit estava infiltrat per neonazis estonians. Això era rebutjat pel llavors líder del partit, Vello Leito, i pel membre Tauno Rahnu (que estava considerat nazi, però que desacreditava les afirmacions). Un dels exmembres principals, el finlandès ètnic Risto Teinonen, també va ser acusat de tenir opinions nazis.

## Resultats electorals

### Eleccions legislatives
| Any  | Vots                 | Vots                 | Vots                 | Escons               | Escons               | Pos.                 | Govern               |
| Any  | #                    | %                    | ±                    | #                    | ±                    | Pos.                 | Govern               |
| ---- | -------------------- | -------------------- | -------------------- | -------------------- | -------------------- | -------------------- | -------------------- |
| 2003 | 2,705                | 0.5                  | Nou                  | 0 / 101              | Nou                  | 9è                   | Extraparlamentari    |
| 2007 | 1,273                | 0.2                  | 0.3                  | 0 / 101              | =                    | 9è                   | Extraparlamentari    |
| 2011 | 2,571                | 0.4                  | 0.2                  | 0 / 101              | =                    | 9è                   | Extraparlamentari    |
| 2015 | 1,047                | 0.2                  | 0.2                  | 0 / 101              | =                    | 9è                   | Extraparlamentari    |
| 2019 | No hi van participar | No hi van participar | No hi van participar | No hi van participar | No hi van participar | No hi van participar | No hi van participar |